# Convento degli Umiliati
Il convento degli Umiliati è stato un edificio monastico di Legnano. Annessa al monastero era stata costruita la chiesa di Santa Maria del Priorato. Venne demolito nel 1953 per poter permettere la costruzione della Galleria INA.

## Storia

Demolizione del convento degli Umiliati (1953)

La prima citazione documentata che menziona il convento degli Umiliati di Legnano risale al 1398 ed è contenuta nel Liber Seminarii Mediolanensi, ossia nell'elenco degli edifici religiosi dell'area milanese che la Chiesa cattolica compilava periodicamente. Nel complesso monastico fu anche edificato anche un piccolo ospedale che serviva come infermeria per i meno abbienti e che era conosciuto come Ospedale di Santa Maria.
Il convento era di due piani con allocati al massimo di una decina di stanze che ospitavano una piccola comunità di frati Umiliati, da cinque a otto. Il ramo maschile dell'ordine fu sciolto dall'arcivescovo Carlo Borromeo e la gestione dell'ospedale fu data al ramo femminile monache Umiliate.
Alla fine del XVI secolo l'edificio crollò parzialmente, e quindi le religiose traslocarono in alcuni alloggi che erano situati l'attuale via Lega Lombarda (questa strada, che nel 1660 fu rinominata via Monastero Rotto, venne poi denominata via Madonna Mora e in seguito, nel XIX secolo, via Cambiaghi).
Il complesso formato dal convento e dalla chiesa beneficiò del patrocinio della famiglia Lampugnani, e come si può leggere da alcune note d'archivio del 1650 scritte dal prevosto di Legnano Agostino Pozzo, ad un certo punto, la chiesa, il monastero ed i terreni adiacenti furono incorporati dall'arcivescovo Carlo Borromeo per mancanza di eredi diretti della citata famiglia nobiliare.
Il convento e la chiesa di Santa Maria del Priorato furono demoliti nel 1953 per la costruzione della Galleria INA.